# Lorenzo Malaspina

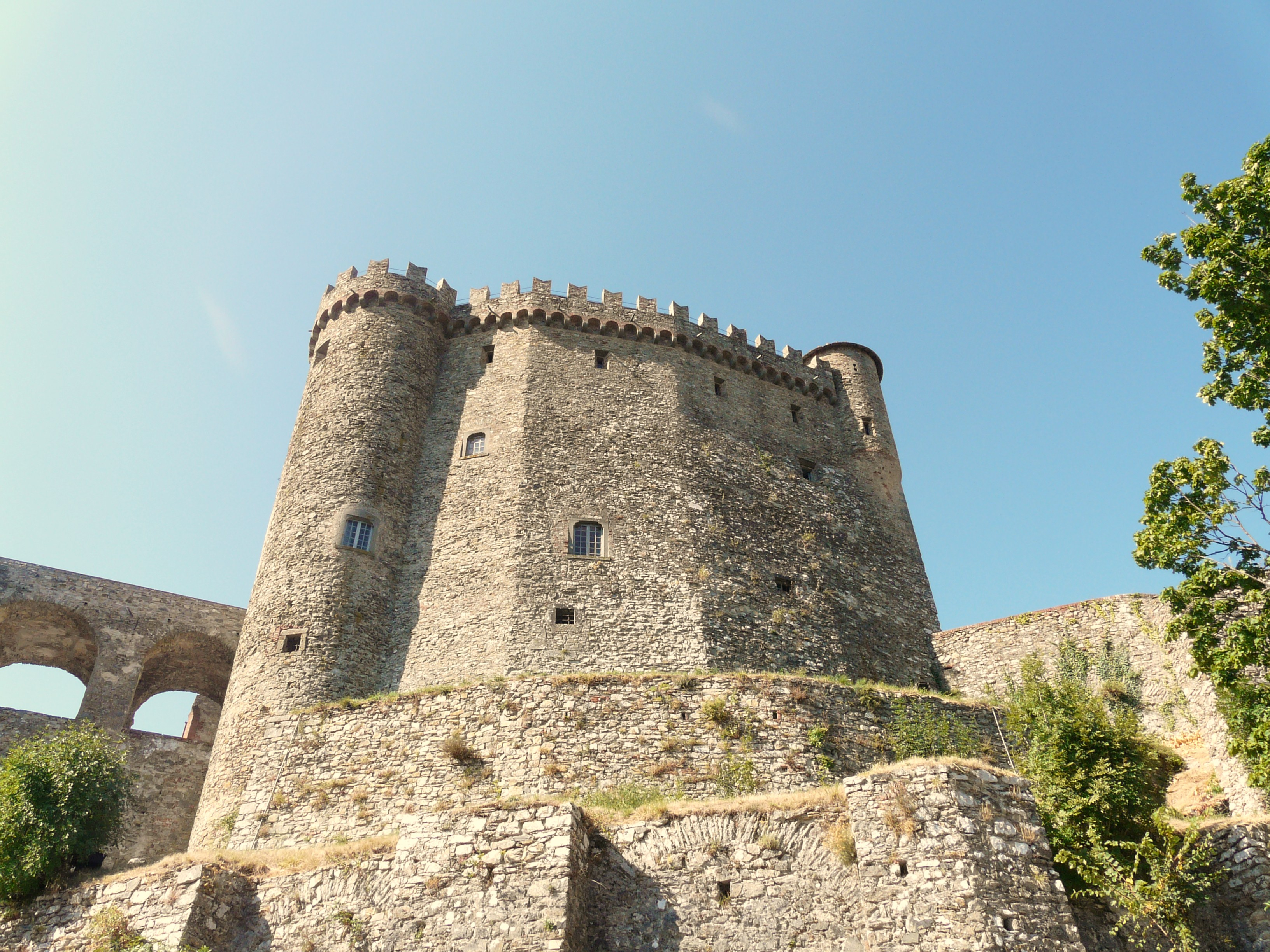
Castello Malaspina di Fosdinovo

Lorenzo Malaspina (Fosdinovo, ... – Fosdinovo, 1553) è stato un nobile italiano. Figlio di Gabriele II Malaspina, fu il settimo marchese di Fosdinovo.

## Biografia
Lorenzo Malaspina era il quartogenito figlio del marchese di Fosdinovo Gabriele II Malaspina (1467-1508).
Il marchese di Fosdinovo Lorenzo dovette dividere per i primi anni il marchesato con il fratello Galeotto II Malaspina (1508-1523).
Sotto il marchesato di Lorenzo, nel 1529, l'imperatore Carlo V d'Asburgo concesse al marchese di Fosdinovo la primogenitura dell'eredità: ciò mise fine alle lotte fratricide e alle spartizioni di terre che avevano contraddistinto fino a quel momento il Marchesato. 
Così, quando nel 1553 Lorenzo morì, il solo erede fu il figlio primogenito Giuseppe Malaspina (1533-1565). Lorenzo donò anche al Duomo di Fosdinovo un fonte battesimale in marmo recintato da una balaustra. 
È probabilmente sempre sotto l'impero di Carlo V d'Asburgo che Fosdinovo ottenne il prestigioso titolo di Civitas Imperialis: all'epoca, nella zona, solo Sarzana (dal 1465) e La Spezia (dal 1506) godevano di tale titolo, mentre Massa l'avrebbe acquisito nel 1605 e Pontremoli ancor dopo, nel 1778.

## Discendenza
Sposò nel 1501, per volere del padre Gabriele II Malaspina, Teodosia Mattea Malaspina di Gragnola, figlia del cugino Leonardo, il cui padre Lazzaro aveva assecondato quasi tutte le imprese del fratello Gabriele. Con lei ebbe:
- Giuseppe Malaspina, nono marchese di Fosdinovo (1533-1565)[1]
- Caterina, sposò Tommaso Soderini[1]
- Gabriele (?-1573), religioso.[1]